# Johann Dietrich von Kunowitz

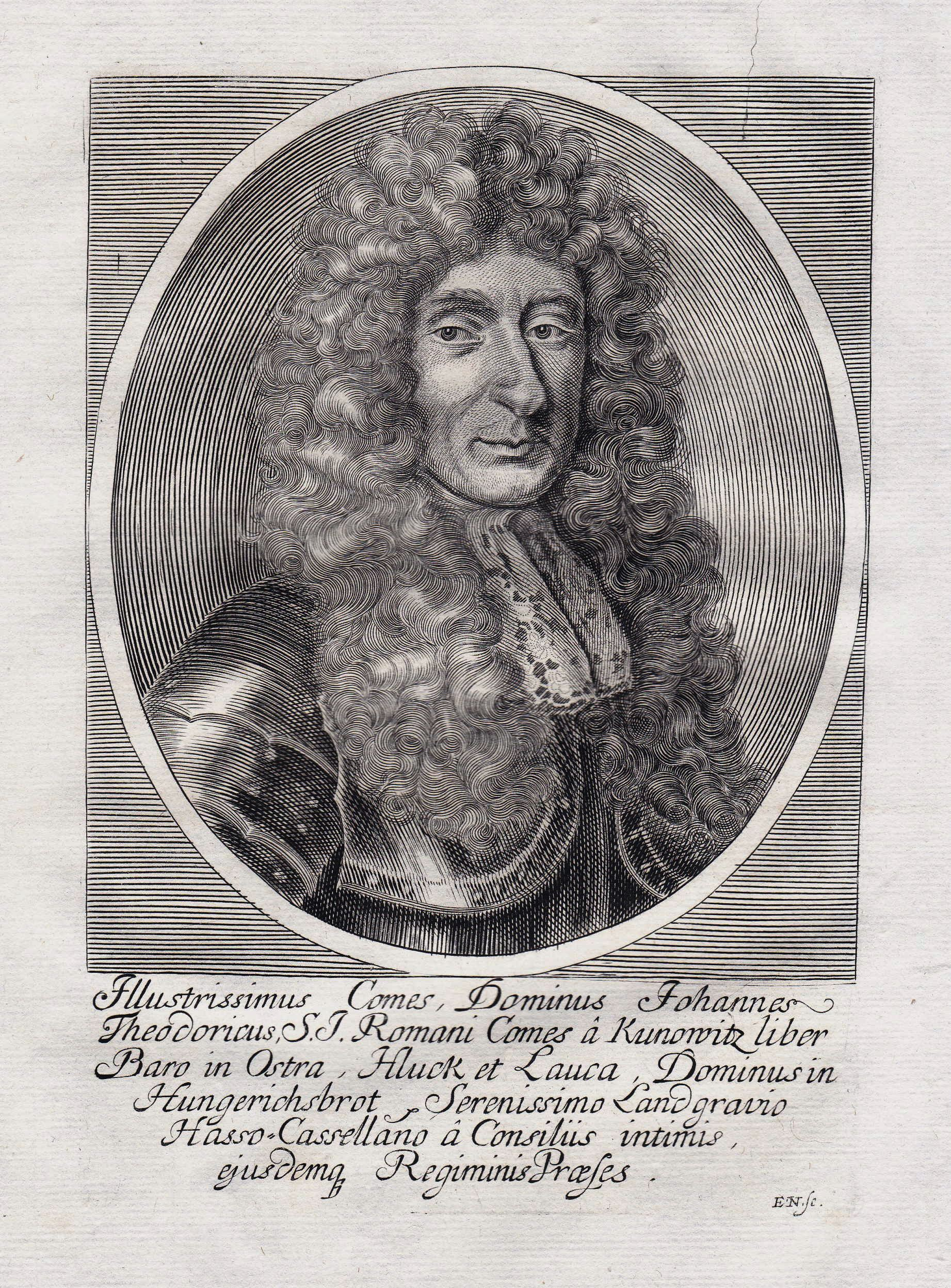
Johann Dietrich von Kunowitz

Johann Dietrich Graf von Kunowitz (* 23. Februar 1624 in Stade; † 16. November 1700 in Fritzlar) war ein deutscher Jurist, Regierungspräsident in Kassel und Konsistorialpräsident.

## Leben
Johann Dietrich Graf von Kunowitz wurde als Sohn des Freiherrn Johann Bernhard von Kunowitz und dessen Gemahlin Anna Elisabeth von Würben und Freudenthal geboren. Nach dem Abitur am Akademischen Gymnasium in Bremen wurde er im Jahre 1645 Regierungsrat im Dienste des Landgrafen Wilhelm VI. 1656 erhielt er die Ernennung zum Regierungspräsidenten. Dieses Amt übte er bis 1700 aus. Er wurde Mitglied der Fruchtbringenden Gesellschaft und war hier unter dem Pseudonym Der Vollziehende bekannt. Die Vereinigung verstand sich als deutsche Sprachakademie.
Als Vertreter der Landgrafschaft Hessen-Kassel nahm von Kunowitz 1645 an den Verhandlungen teil, die 1648 zum Westfälischen Frieden führten. 1669 war er auch Konsistorialpräsident der Evangelischen Landeskirche in Hessen.

## Familie
Er heiratete am 10. Mai 1665 Dorothea Gräfin zur Lippe (1633–1706). Das Paar hatte mehrere Kinder:
- Hedwig Sophie (* 1. Mai 1666; † 24. Mai 1750) ⚭ 1685 Wilhelm Ludwig von Dörnberg, Geheimrat
- Juliane Luise (* 22. August 1671; † 21. Oktober 1754) ⚭ 1705 Graf Rudolf Ferdinand zur Lippe-Biesterfeld (* 17. März 1671; † 12. Juli 1736), Sohn von Jobst Hermann
- Charlotte Amalie (* 17. April 1677; † 8. April 1722) ⚭ 1698 Graf Philipp Karl zu Erbach-Fürstenau (* 14. September 1677; † 2. Juni 1736)
- Maria Philippine (* 1678; † April 1754) ⚭ Friedrich Ludwig von und zu Schachten (* 24. Juni 1667; † 24. Juni 1736)[1]

## Auszeichnungen
- 1653 Geheimer Rat
- 1684 Erhebung in den Grafenstand durch Kaiser Leopold I.

## Schriften
- Von dem Leben und Thaten vortrefflicher Helden Nepos, Cornelius, Kassel 1658, Digitalisat
- Libro de la bvena educacion y enseñança de los nobles López de Montoya, Pedro, Madrid